# Эрнакулам (округ)
Эрна́кулам (малаял. എറണാകുളം ജില്ല; англ. Ernakulam) — округ в индийском штате Керала. Образован 1 апреля 1958 года. Административный центр — город Эрнакулам. Площадь округа — 2951 км². По данным всеиндийской переписи 2001 года население округа составляло 3 098 378 человек. Уровень грамотности взрослого населения составлял 93,2 %, что значительно выше среднеиндийского уровня (59,5 %). Доля городского населения составляла 47,6 %.